# Kateco-Kangola
Kateco-Kangola – miasto w Angoli, w prowincji Malanje.